# Metalarbejde
Metalarbejde er processen med at forme og genforme metaller til at skabe brugbare genstande, dele og strukturer. Som begreb dækker metalarbejde en bred og divers række af processer, egenskaber og værktøjer til at producere forskellige genstande af alle størrelser fra store skibe, bygninger og broer ned til nøjagtige motordele og skrøbelige smykker.
Metalarbejde går helt tilbage til forhistorien, og det findes i mange kulturer og civilisationer. Det har udviklet sig fra at forme bløde metaller der findes i rent i naturlig form som guld med simpel håndværktøj til smeltning af malm og varm smedning af hårdere metaller som jern og op til teknisk moderne processer med maskinering og svejsning. Metalarbejde er blevet brugt som en industri, årsag til handel, individuelle hobbyer og skabelsen af kunst; og det kan således betragtes både som en videnskab og som håndværl.
Moderne metalarbejdprocesser kan kategoriseres i tre overordnede områder; formning, skæring og samling. Moderne metalværksteder har forskellige specialiserede værktøjer der kan skabe præcise og anvendelige produkter. Mange simple teknikker som grovsmedning er ikke længere konkurrencedygtige i stor skala i udviklede lande, men nogle bruges stadig i udviklingslande, samt til kunst- og hobbyarbejde, samt for historisk levendegørelse og living history.